# Portugiesisch-ukrainische Beziehungen
Die portugiesisch-ukrainischen Beziehungen umfassen die bilateralen Beziehungen zwischen Portugal und der Ukraine. Die Länder unterhalten seit 1992 diplomatische Beziehungen.
Die Beziehungen gelten als gut, trotz der geografischen, geopolitischen und historisch-kulturellen Entfernung. Neben der Zusammenarbeit im Rahmen der NATO-Ukraine-Charta (seit 1997) sind beide Länder politisch in internationalen Organisationen verbunden, darunter die Organisation für Sicherheit und Zusammenarbeit in Europa (OSZE), der Europarat, die Weltgesundheitsorganisation, Interpol, die Welthandelsorganisation, der Internationale Währungsfonds oder auch die Internationale Atomenergie-Organisation. Auch im Rahmen der Annäherung der Ukraine an die Europäische Union arbeiten beide Länder zusammen. Der bilaterale Handel und der Kulturaustausch (mit einem regen Studentenaustausch) sind weitere Verbindungselemente. Eine besonders bedeutende Verbindung ist die wachsende ukrainische Diaspora in Portugal: war sie bis Anfang 2022 bereits zu einem wichtigen Verbindungsglied geworden, so näherte die breite gesellschaftliche Solidarität mit der Ukraine nach dem Russischen Überfall auf die Ukraine 2022 beide Länder nun deutlich stärker an.
Bis zur Unabhängigkeit der Ukraine 1991 wurde ihr Verhältnis von den portugiesisch-sowjetischen Beziehungen bestimmt.

## Geschichte

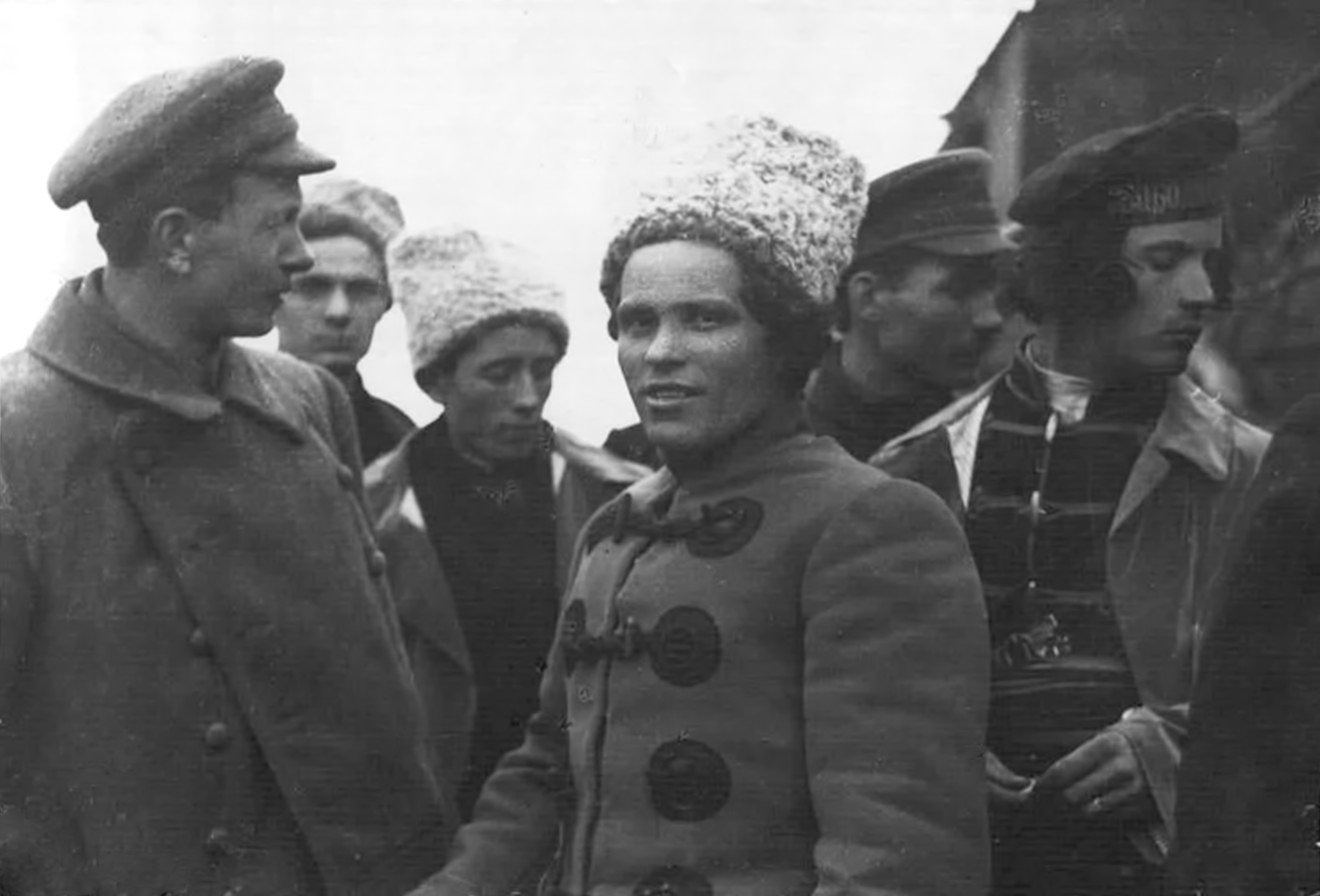
Nestor Machno (Mitte) mit Semen Karetnyk (Dritter von links) und Fedossij Schtschus (Erster von rechts) um 1919: die zeitweise erfolgreiche anarchistische Bewegung der Ukraine sorgte auch unter der portugiesischen Arbeiterschaft für Interesse.

Möglicherweise war der Anarchismus das erste nennenswerte Verbindungsglied zwischen Portugal und der Ukraine. So war die Arbeiterschaft in Portugal seit den 1880er Jahren auch über die Ausrufung der Portugiesischen Republik 1910 hinaus vorwiegend anarchosyndikalistisch orientiert (Gründung der CGTP 1919) und schaute auch auf die Machnowschtschina-Partisanen in der Ukraine, wo es den Kräften um Nestor Machno zeitweilig gelang, große Teile der Ukraine anarchistisch zu organisieren. Die endgültige Zerschlagung der Machno-Bewegung 1922 durch die Rote Armee und der rechtsgerichtete Militärputsch 1926 in Portugal verhinderten dann jedoch eine weitergehende Entwicklung von Kontakten.
Die Ukraine erlangte ihre Unabhängigkeit erst am 24. August 1991, nach dem Zerfall der Sowjetunion. Am 7. Januar 1992 erkannte Portugal die Unabhängigkeit der Ukraine auch de jure an, 20 Tage später gingen beide Länder direkte diplomatische Beziehungen ein. Im Dezember 1993 eröffnete Portugal eine Botschaft in der ukrainischen Hauptstadt Kiew, im März 2000 erfolgte die Eröffnung der Vertretung der Ukraine in der portugiesischen Hauptstadt Lissabon.

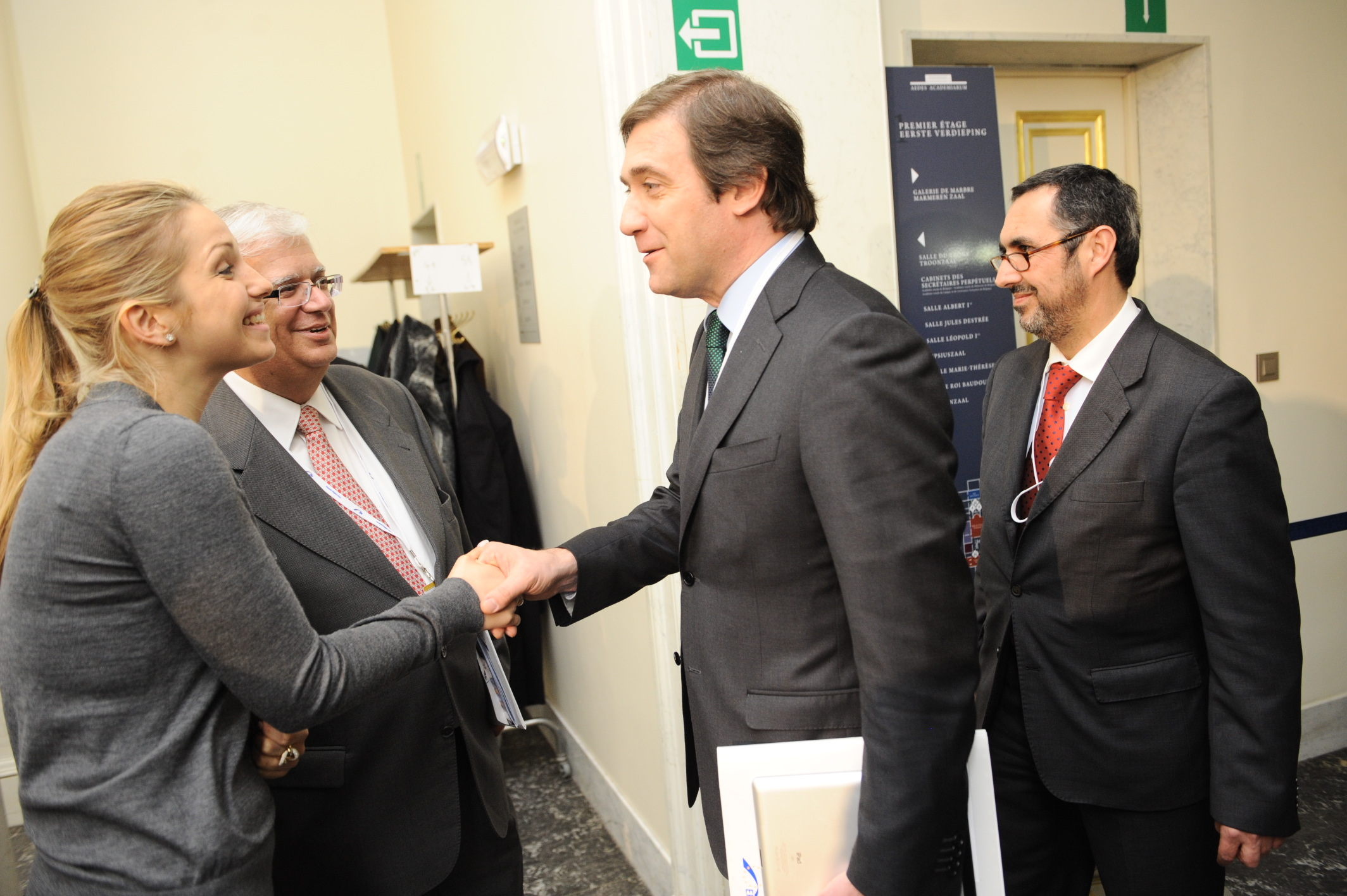
Zusammentreffen von Jewhenija Tymoschenko und Portugals Premier Passos Coelho beim EVP-Gipfel (2012).

Erstmals trafen sich die Staatschefs beider Länder im Dezember 1996 beim offiziellen Zusammentreffen von Portugals Präsidenten Jorge Sampaio mit dem ukrainischen Präsidenten Leonid Kutschma am Rande der OSZE-Konferenz in Lissabon. Vom 13. bis zum 16. April 1998 kam Präsident Sampaio dann in die Ukraine zu Besuch.
Präsident Kutschma kam vom 25. bis zum 26. Oktober 2000 zum Gegenbesuch nach Portugal. Der Besuch stand im Zeichen einer Intensivierung der portugiesisch-ukrainischen Beziehungen. So wurden allein im Jahr 2000 ein gegenseitiges Doppelbesteuerungs- und Steuerfluchtverhinderungsabkommen (9. Februar, in Lissabon), ein Freundschafts- und Kooperationsabkommen und ein gegenseitiges Investitionsabkommen (25. Oktober, in Lissabon) und ein Kooperationsabkommen in den Bereichen Bildung, Kultur, Wissenschaft und Technologie, Sport, Jugend und Medien (25. November, in Lissabon) geschlossen. Im Zusammenhang mit der inzwischen zunehmenden ukrainischen Arbeitsmigration nach Portugal folgte am 12. Februar 2003 in Kiew ein Abkommen für zeitweise in Portugal arbeitende Ukrainer, und am 7. Oktober 2004 besiegelten beide Staaten in Kiew ein bilaterales Transportabkommen für Personen und Waren.
Portugals Premier José Sócrates und der ukrainische Regierungschef Wiktor Juschtschenko trafen am 16. Mai 2006 in Warschau zusammen und berieten über weitere Annäherungen. Am 17. November 2006 folgte, erneut in Kiew, ein gegenseitiges Kooperationsabkommen im Tourismusbereich.
Regierungschefs und andere Politiker beider Länder trafen seither im Rahmen von zahlreichen Gelegenheiten zusammen, meist in europäischen Zusammenhängen, etwa zu Treffen der bürgerlich-konservativen Europäischen Volkspartei, in der ukrainische Parteien Beobachterstatus haben, den regelmäßigen EU-Ukraine-Gipfeln oder auch bei Veranstaltungen wie der Gedenkfeier zum 50. Jahrestag des Ungarischen Volksaufstands 2006 in Budapest.
Eine erneute Intensivierung erlebten die Beziehungen mit dem Staatsbesuch von Ukraines Präsident Wiktor Juschtschenko am 23. und 24. Juni 2008 in Portugal, der mit einer Reihe Ministern nach Portugal kam, die sich mit ihren portugiesischen Amtskollegen besprachen. Am 24. Juni 2008 unterzeichneten dann beide Länder mehrere Vereinbarungen, insbesondere ein Kooperationsabkommen in der Kriminalitätsbekämpfung, eines zur militärischen Zusammenarbeit und ein Luftfahrtsabkommen. Am 7. Juli 2009 folgte ein Sozialversicherungsabkommen.
Nach verschiedenen Zusammentreffen hochrangiger Politiker beider Länder bei anderen Gelegenheiten kam dann am 18. Dezember 2017 Ukraines Präsident Petro Poroschenko zum Staatsbesuch nach Portugal, wo er auch von seinem portugiesischen Amtskollegen Marcelo Rebelo de Sousa empfangen wurde.

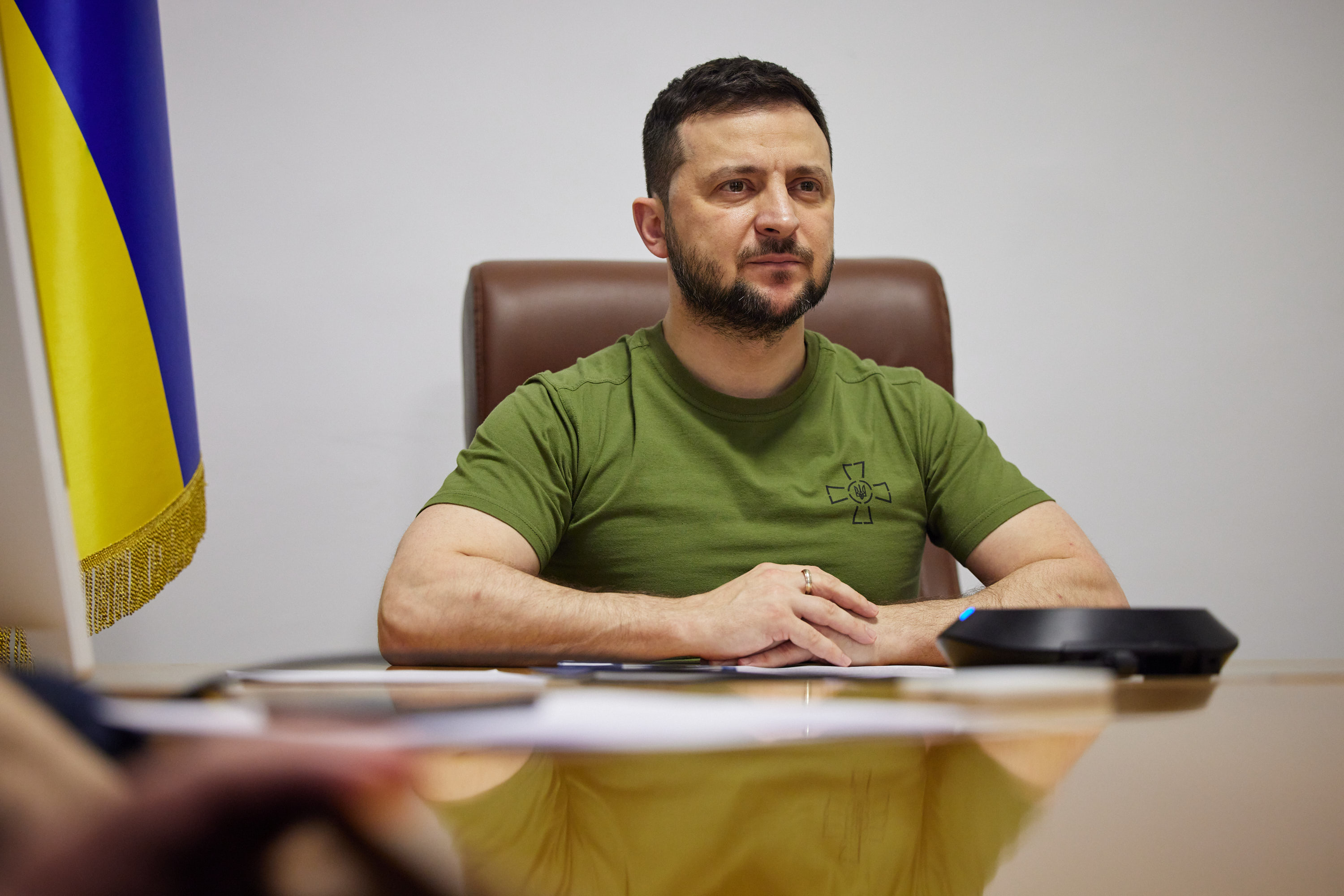
Präsident Selenskyj bei seiner Rede vor dem portugiesischen Parlament am 21. April 2022

Am 13. Januar 2021 hielten Portugals Präsident Rebelo de Sousa und der Ukrainische Staatschef Wolodymyr Selenskyj eine Telefonkonferenz zur Erörterung der weiteren bilateralen Annäherung. Zu den Bereichen, in denen seither eine weitere Intensivierung der Beziehungen beabsichtigt wird, sind die Bereiche Handel, Energie, Raumfahrt, Digitalisierung, und die Zusammenarbeit in Wissenschaft und Technik. Auch eine engere Zusammenarbeit auf dem Weg zur Integration der Ukraine in die NATO wurde dabei besprochen. Zudem bedankte sich Selenskyj für die portugiesische Unterstützung der territorialen Unversehrtheit der Ukraine, während Rebelo de Sousa erklärte, Portugal und die Ukraine gehörten auch als periphere Staaten ganz zu Europa.
Nach der russischen Anerkennung der selbsternannten Volksrepubliken Lugansk und Donezk am 21. Februar 2022 lehnte Premierminister António Costa dies als Bruch des Minsker Abkommens und damit als völkerrechtlich inakzeptabel ab und sicherte der Ukraine die totale Solidarität Portugals zu. Nach dem folgenden Russischen Überfall auf die Ukraine 2022 verurteilte die portugiesische Regierung diesen umgehend und versicherte der Ukraine erneut ihre volle Solidarität. Seither lieferte Portugal militärisches Gerät (bis Anfang April fast 70 Tonnen), nahm zehntausende Flüchtlinge auf und begann ein umfangreiches Unterstützungsprogramm, zudem entwickelte sich auch auf allen zivilgesellschaftlichen und privaten Ebenen in Portugal eine breite Welle der Hilfe und Solidarität.
Am 21. April 2022 sprach der ukrainische Präsident Selenskyj per Videokonferenz vor dem portugiesischen Parlament. Er bat dabei eindringlich um weitere Unterstützung, sowohl politisch als auch militärisch, und er erinnerte daran, dass die wesentlichen Ziele des am westlichsten Rand Europas liegenden Portugals und der am östlichen Rand Europas liegenden Ukraine gleiche seien, unter Anspielung auf die portugiesische Nelkenrevolution.

## Portugiesische Reaktionen und Unterstützung der Ukraine nach dem russischen Überfall 2022

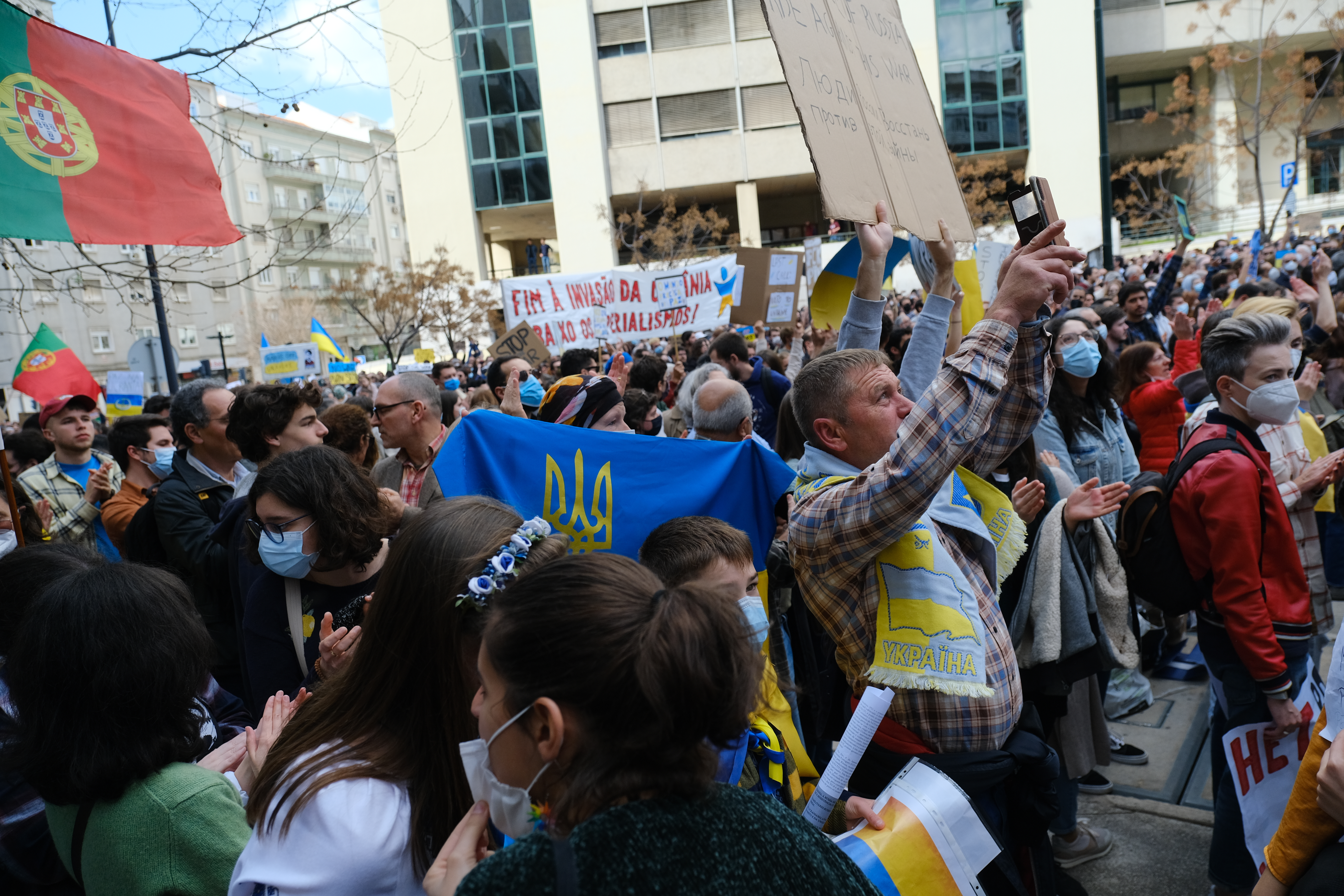
Großdemonstration für den Frieden und gegen die russische Invasion der Ukraine, Lissabon am 27. Februar 2022

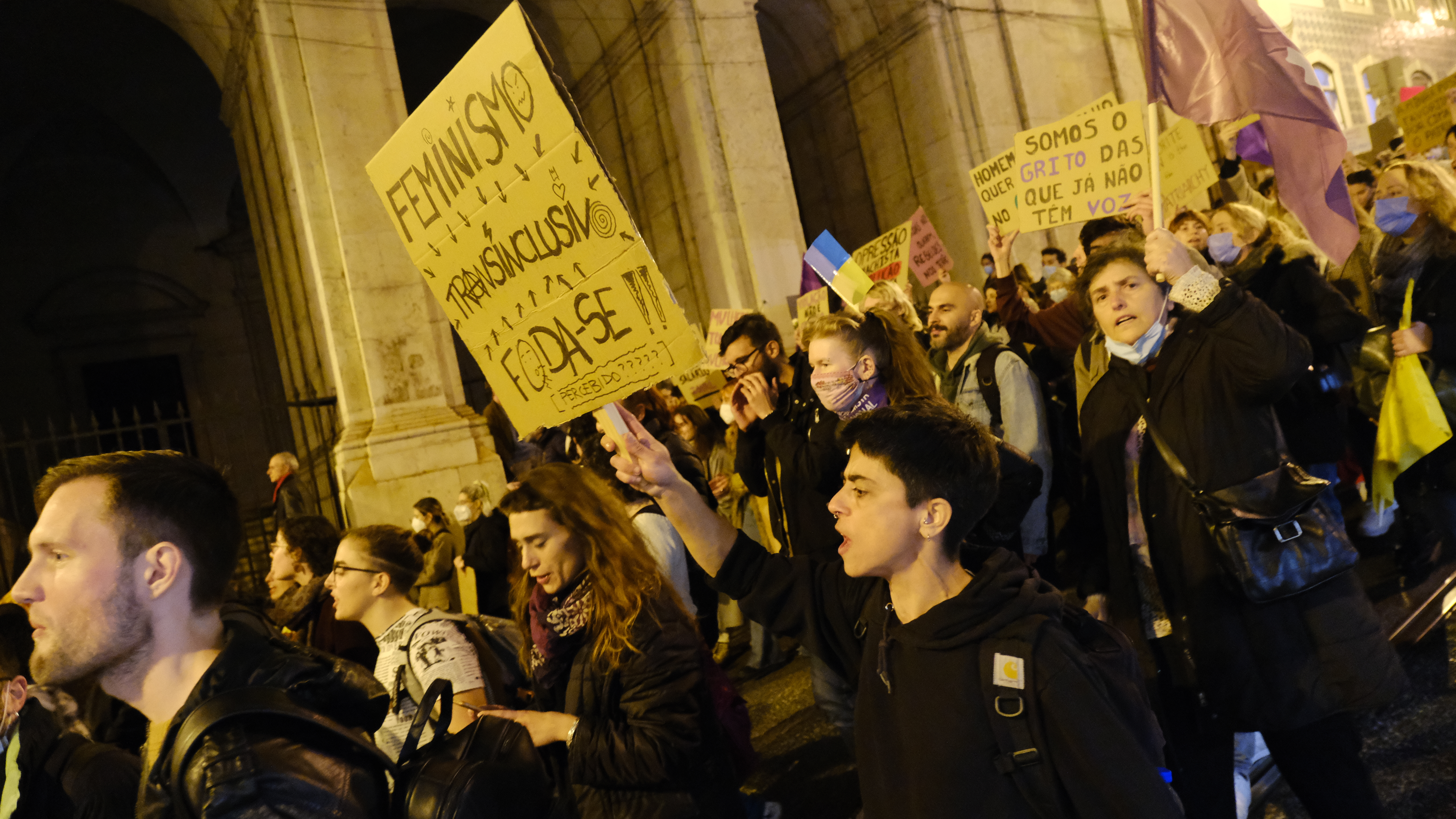
Feministische Demonstration am 8. März 2022 in Lissabon, mit allgegenwärtigen Solidaritätsbekundungen mit der Ukraine

Hatte die sich zuspitzende Krise zwischen der Ukraine und Russland seit 2014 zunächst nur erste politische Reaktionen und noch keine breite Aufmerksamkeit in Portugal erregt, so änderte sich dies 2022 grundlegend. Bereits nach der russischen Anerkennung der selbsternannten Volksrepubliken Lugansk und Donezk am 21. Februar 2022 bezeichnete Premierminister António Costa dies klar als inakzeptabel und sicherte der Ukraine die totale Solidarität Portugals zu. Nach dem Russischen Überfall auf die Ukraine am folgenden 24. Februar veränderte sich dann die Wahrnehmung in der Öffentlichkeit Portugals schlagartig. Zum einen mobilisierte die ukrainische Gemeinde in Portugal die Öffentlichkeit, zum anderen sorgte die mediale Berichterstattung für eine breite solidarische Unterstützung der Ukraine auf den verschiedensten Ebenen. Die Politik des Landes verurteilte den Einmarsch ebenso prompt und stand damit in einer Reihe mit den meisten anderen europäischen Ländern.
In seiner Ansprache vor dem Portugiesischen Parlament am 5. März 2022 verurteilte der zuständige Außenminister Augusto Santos Silva den russischen Angriff und unterstrich die vollkommene portugiesische Übereinstimmung mit der Reaktion der EU. Zu der europäischen Herausforderung, die Abhängigkeit von russischen Energieträgern zu reduzieren, hob er dabei hervor, dass eine Wiederholung der Fehler Europas aus 2010 und 2014, die zu einer größeren europäischen Abhängigkeit von russischer Energie geführt hatten, unbedingt zu vermeiden seien. Portugal habe dabei seither den richtigen Weg eingeschlagen und die Nutzung Erneuerbarer Energien stark forciert, was Portugal zu dem Land in Europa mache, das den gesteckten europäischen Zielen und damit der Nicht-Abhängigkeit von russischen Energieimporten am nächsten gekommen sei. Bereits am 24. Februar 2022, dem Tag des Einmarsches, erläuterte die portugiesische Regierung, dass inzwischen nur noch 10 % der portugiesischen Gasimporte aus Russland stammten und man diese durch die breit gefächerte Lieferantenstruktur problemlos kompensieren könne. Zudem verfüge Portugal über eine der größten Gasspeicherkapazitäten in Europa (in Prozent des Landesbedarfs). Rohöl importiere Portugal aus Russland seit 2020 nicht mehr und könne zudem seine Importe von Öl-Produkten inzwischen auch über andere Lieferanten decken.
Neben der politischen Verurteilung des Angriffs nahm Portugal auch umgehend tausende ukrainische Flüchtlinge auf, vereinfachte die Einreise für sie und hieß sie willkommen, auch wurden ukrainische Schwerkranke, die in Nachbarländern wie die Republik Moldau geflohen waren, zur Behandlung nach Portugal geholt.

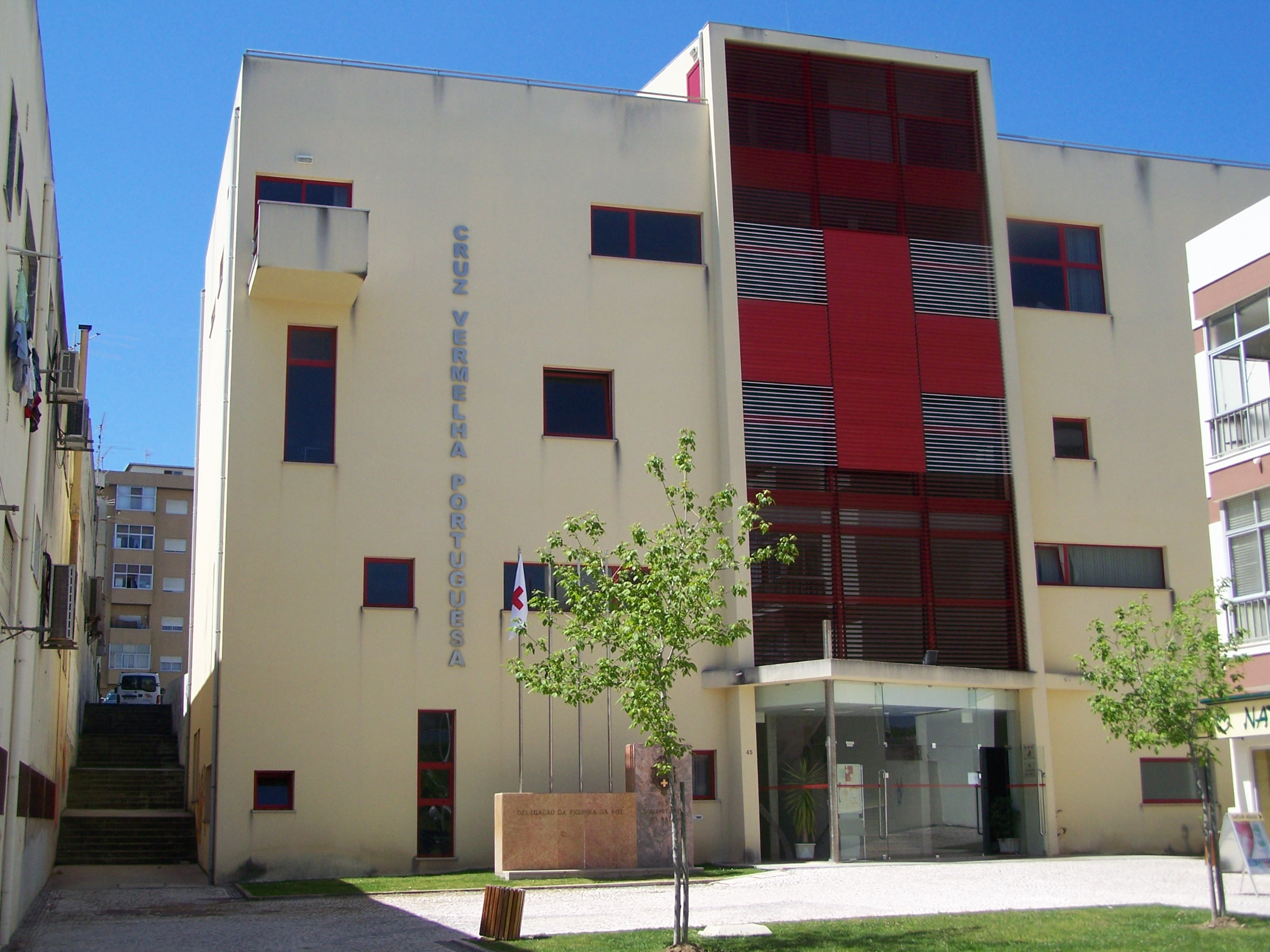
Niederlassung des Portugiesischen Roten Kreuzes im Seebad Figueira da Foz, eine von vielen Stellen von vielen Organisationen, die in Portugal Spenden für die Ukraine einsammeln.

Schon am 27. Februar 2022, dem ersten Sonntag nach dem russischen Einmarsch, kam es zu einer Tausende zählenden Solidaritätsdemonstration in Lissabon, auf der Ukrainer, Portugiesen und andere gegen den russischen Überfall, für Frieden und für die portugiesische Solidarität mit der Ukraine demonstrierten. Dort wurde auch eine Internetplattform gefordert, um Hilfe für die Ukraine einfacher zu organisieren. Die portugiesische Regierung richtete kurz später ein Portal unter dem Namen Portugal For Ukraine ein, über das seither Hilfsangebote gebündelt und so Spenden aller Art, Aufnahme von ukrainischen Familien, Kontakte, Informationsaustausche usw. vereinfacht wurden.
Im März 2022 waren es bereits über 20.000 Flüchtlinge aus der Ukraine, die in Portugal Zuflucht fanden, darunter etwa 5 % Menschen mit anderer Staatsbürgerschaft als der ukrainischen, vor allem indische, russische, belarussische und pakistanische Staatsbürger. Sie alle können, bei Nachweis eines vorherigen Wohnorts in der Ukraine, einen Aufenthaltstitel für ein Jahr erhalten, der danach vereinfacht verlängert werden kann und automatisch vollen Zugang zum staatlichen Gesundheitssystem Serviço Nacional de Saúde (SNS) und zum Arbeitsmarkt beinhaltet, auch über eine eigens für Flüchtlinge aus der Ukraine geschaffene Vermittlungswebsite des portugiesischen Arbeitsamtes (Instituto de Emprego e Formação Profissional, IEFP). Regierung und Behörden stellen den aus der Ukraine hierher geflüchteten Menschen zudem eine Vielzahl weiterer Unterstützung, Hilfestellungen und Erleichterungen zur Verfügung.
Auch auf zivilgesellschaftlicher Ebene kam es seither zu einer Vielzahl Hilfsinitiativen und Solidaritätsbekundungen für die Ukraine aus allen Bereichen der portugiesischen Gesellschaft. So spendeten die Feuerwehren Portugals umfangreiche Material- und Fahrzeuglieferungen zur Feuerbekämpfung und Notfallrettung an die Ukraine, und gemeinnützige Hilfsorganisationen wie die Assistência Médica Internacional (AMI) oder das Portugiesische Rotes Kreuz betätigten sich in der Versorgung von Flüchtenden aus der Ukraine, sowohl in deren Nachbarländern als auch in Portugal. Die portugiesischen Pfadfinder, mit Unterstützung des privaten Fernsehsenders CMTV, sammelten acht Tonnen Hilfsgüter für die Ukraine ein die TAP Air Portugal fliegt ukrainische Flüchtlinge aus Polen nach Portugal und die Portugiesische Eisenbahn befördert sie innerhalb Portugals kostenfrei. In den portugiesischen Medien werden zudem immer neue Spendenaktionen und Hilfsaktionen von Vereinen, Unternehmen und Bürgern im Land vorgestellt. Die Flut an Spenden war so groß, dass die Hilfsorganisationen zeitweise zu Mäßigung aufriefen, da die Massen an Spenden nicht mehr zu bewältigen seien und außerdem noch längere Zeit planbare Spenden nötig seien und nicht nur zu Anfang.
Bis Anfang April haben die Portugiesischen Streitkräfte bereits fast 70 Tonnen Gerät und Material an die Ukrainischen Streitkräfte geliefert und versprach weitere Lieferungen. Auch beteiligt sich Portugal an der Verstärkung der NATO-Einheiten in Nachbarländern Russlands, bereits am 24. Februar stellte Portugal ein Kontingent von über 1.000 Soldatinnen und Soldaten zur sofortigen Verfügung bereit.

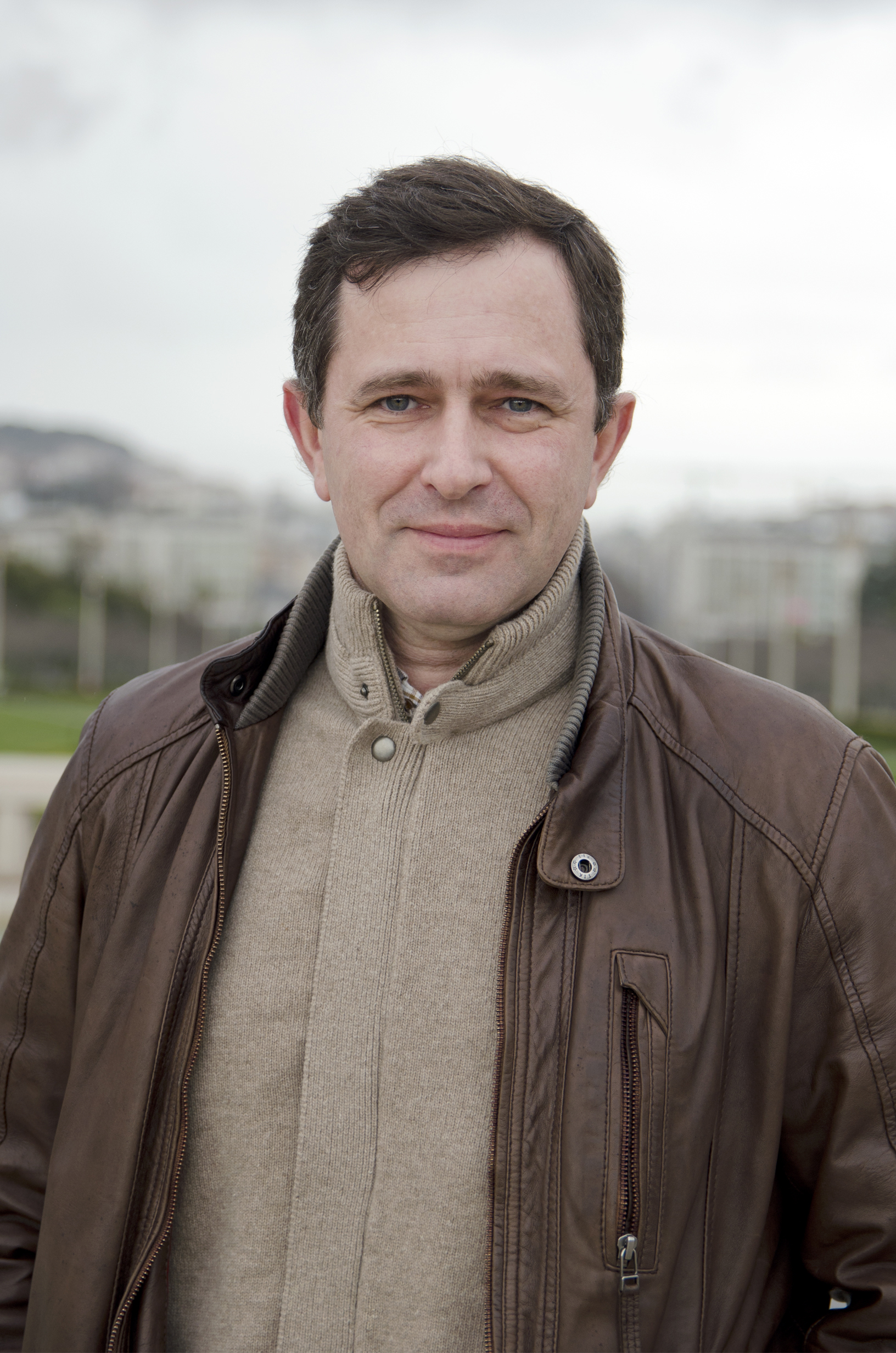
Pavlo Sadokha, Präsident der Associação dos Ucranianos em Portugal (AUP), der Vereinigung der Ukrainer in Portugal.

## Migration
Ukrainer in Portugal
Nach der Unabhängigkeit der Ukraine 1991 erlebte das Land tiefe gesellschaftliche und wirtschaftliche Umbrüche und es setzte eine Auswanderungswelle ein. Portugal, das seit seinem EU-Beitritt 1986 wirtschaftlich zunehmend boomte, zog in den folgenden Jahren Einwanderer auch aus der Ukraine an, anfangs insbesondere im Zuge der zahlreichen Infrastruktur-Großprojekte (Autobahnbau in Portugal, Expo 98, Fußball-EM 2004 u. a.). 2003 schlossen beide Länder ein bilaterales Abkommen, das die Beschäftigung von Ukrainern in Portugal regelt, 2009 folgte ein Sozialversicherungsabkommen.
Heute sind die Ukrainer die fünftgrößte Ausländergruppe in Portugal. Der 2003 gegründete gemeinnützige Verein Associação dos Ucranianos em Portugal (AUP) vertritt inzwischen die Interessen der ukrainischen Bürger in Portugal. Er ist in 14 der wichtigsten Städte Portugals vertreten und gibt Ukrainern Informationen und Hilfestellungen, etwa in rechtlichen Fragen.
Im Jahr 2021 waren 28.629 ukrainische Staatsbürger in Portugal gemeldet, davon die meisten im Distrikt Lissabon (8.780), im Distrikt Faro (Algarve, 5.689) und im Distrikt Leiria (2.980).
Die Summe ihrer Rücküberweisungen in die Ukraine belief sich auf 16,38 Mio. Euro (2021)
Nachdem tausende Ukrainer nach dem Einmarsch russischer Truppen im Februar 2022 auch nach Portugal flohen, hat sich die ukrainische Gemeinschaft stark vergrößert und nähert sich einer Verdoppelung (Stand Mitte April 2022).
Portugiesen in der Ukraine
Im Jahr 2020 waren 367 Bürger konsularisch in der portugiesischen Botschaft in der Ukraine registriert. Sie überwiesen 270.000 Euro nach Portugal.

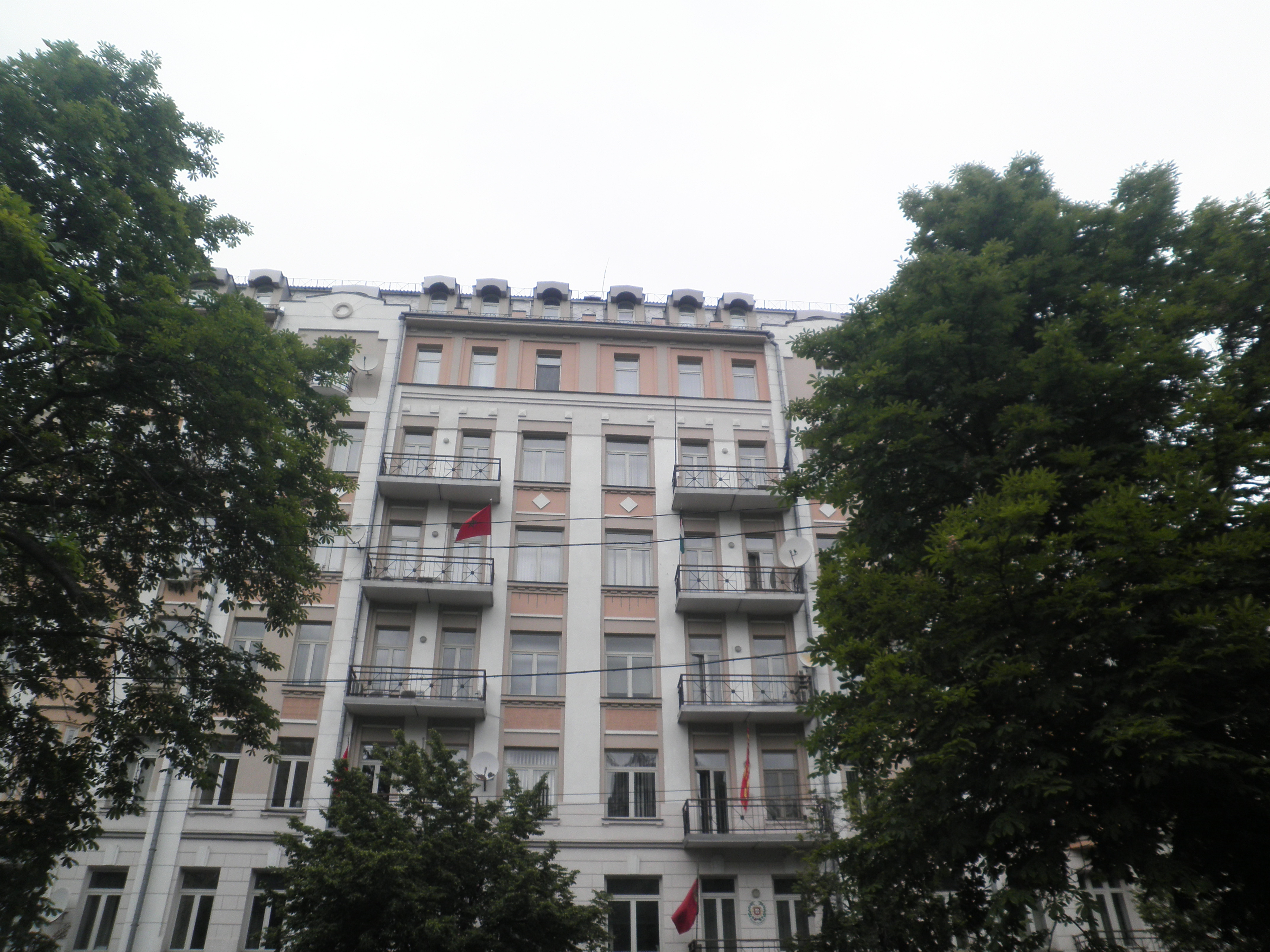
Botschaftsgebäude in der Ivana Fedorova Nr. 12 in Kiew, Sitz der portugiesischen Botschaft.

## Diplomatie
Portugal unterhält eine Botschaft in der ukrainischen Hauptstadt Kiew, in der Ivana Fedorova Nr. 12. Portugiesische Konsulate darüber hinaus bestehen dort keine (Stand März 2022).
Die Ukrainische Botschaft in Lissabon residiert in der Avenida das Descobertas Nr. 18 im Diplomatenviertel Restelo im Stadtteil Belém. Dazu führt die Ukraine ein Konsulat in der nordportugiesischen Stadt Porto (Stand März 2022).

## Städtepartnerschaften
Es bestehen zwei portugiesisch-ukrainische Städtefreundschaften (Stand 2010). Die beiden Seebäder Figueira da Foz und Jewpatorija gingen im Jahr 1988 die erste der beiden Freundschaften ein, noch zu sowjetischen Zeiten. Im Jahr 2000 folgten die beiden Hauptstädte Lissabon und Kiew mit einem Kooperationsabkommen.

## Wirtschaft

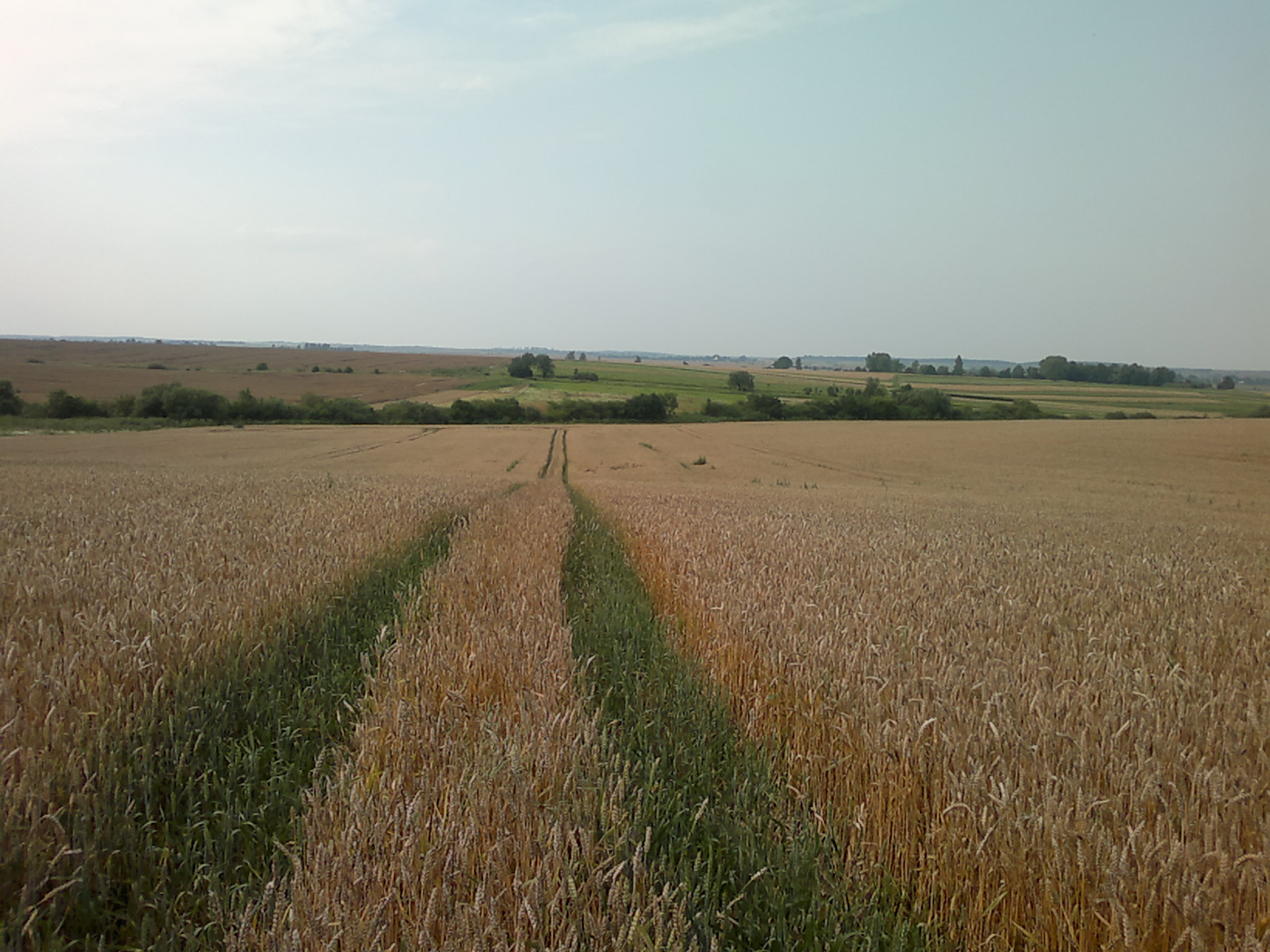
Weizenfelder im Rajon Sambir: Getreide und andere landwirtschaftliche Erzeugnisse aus der Ukraine bestimmen den bilateralen Handel mit Portugal, von wo der Kork für die Ukrainischen Weine kommt, nach Maschinen und Geräten das wichtigste Exportgut Portugals in die Ukraine.

Im Jahr 2020 belief sich das bilaterale Handelsvolumen mit Waren auf 236,643 Mio. Euro (2017: 277,229 Mio.), wie in den Vorjahren wieder mit einem deutlichen Handelsbilanzüberschuss zu Gunsten der Ukraine von etwa 175 Mio. Euro (2017: 215 Mio. Euro). Dabei nahm die Ukraine etwa 0,1 % (Platz 68) der portugiesischen Exporte auf und lieferte ca. 0,3 % (Platz 35) der Importe Portugals.
Die portugiesischen Warenexporte in die Ukraine im Jahr 2020 betrugen 30,743 Mio. Euro (2017: 31,043 Mio. Euro), wovon 20,3 % Maschinen und Geräte, 17,7 % Kork und Holz, 14,7 % Lebensmittel, 11,2 % Metallwaren und 8,4 % Papier und Zellulose waren.
Im gleichen Zeitraum exportierte die Ukraine Waren im Wert von 205,9 Mio. Euro (2017: 246,186 Mio. Euro) nach Portugal, davon 68,7 % landwirtschaftliche Erzeugnisse, 23,3 % Metallwaren, 2,2 % Maschinen und Geräte, 1,9 % Holz und 1,2 % Lebensmittel.
Die portugiesische Außenhandelskammer AICEP unterhält ein Vertretungsbüro an der portugiesischen Botschaft in Kiew.

## Kultur
Das portugiesische Kulturinstitut Instituto Camões ist in der Ukraine präsent, u. a. mit einem Sprachzentrum in Kiew und Kooperationen und Lektoraten an der Nationalen Taras-Schewtschenko-Universität Kiew und der Nationalen linguistischen Universität Kiew.
Mit der Agape - Associação Portugal Ucrânia besteht eine portugiesisch-ukrainische Freundschaftsgesellschaft in Lissabon.
Volkstanzgruppen aus der Ukraine sind häufig auch in Portugal zu Gast, bei den zahlreichen internationalen Volkstanzveranstaltungen in portugiesischen Innenstädten.

## Sport

### Fußball
Männer

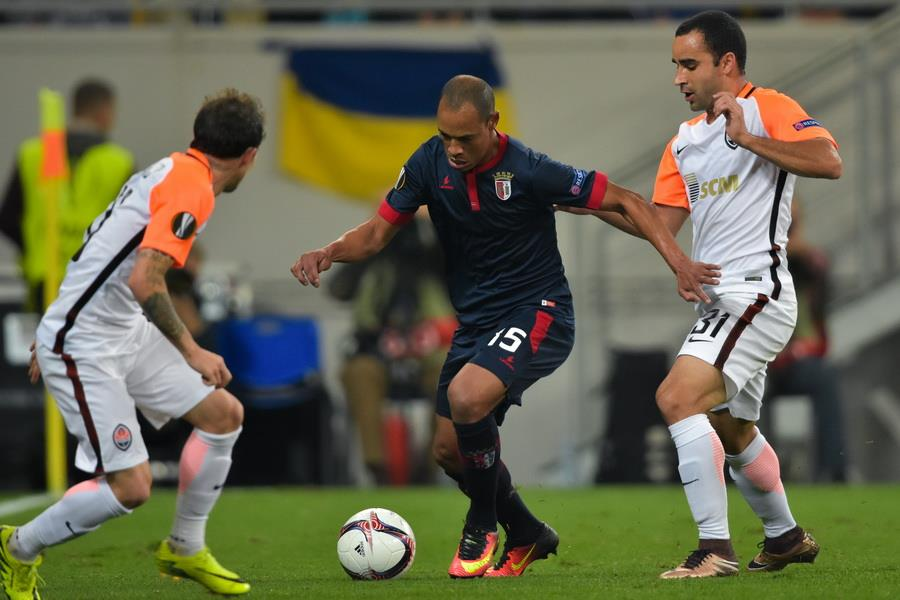
Szene aus dem Spiel Schachtar Donezk gegen Sporting Braga im Viertelfinale der UEFA Europa League 2015/16: Vereine beider Länder treffen in internationalen Wettbewerben regelmäßig aufeinander.

Die Portugiesische Fußballnationalmannschaft und die Ukrainische Nationalelf der Männer sind bisher viermal aufeinander getroffen, mit zwei ukrainischen und einem portugiesischen Sieg, einmal trennte man sich unentschieden (Stand März 2022). Erstmals spielten sie am 5. Oktober 1996 in Kiew gegeneinander, das Qualifikationsspiel zur WM 1998 endete 2:1 für die Ukraine, das Rückspiel am 9. November 1996 in Porto ging 1:0 für Portugal aus.
Für die EM 2004 in Portugal war die Ukraine nicht qualifiziert.
Gelegentlich spielen ukrainische Spieler auch für Vereine in Portugal, darunter Nationalspieler wie Serhij Schtscherbakow, der 1992/93 für Sporting Lissabon auflief, oder Roman Jaremtschuk, der 2021 von Benfica Lissabon unter Vertrag genommen wurde.
Auch portugiesische Fußballspieler treten gelegentlich für Vereine in der Ukraine an, etwa Bruno Gama, der 2013 bis 2016 beim FK Dnipro spielte, oder Filipe Teixeira, der 2010/11 das Trikot von Metalurh Donezk anzog.
Frauen
Die Portugiesische und die Ukrainische Nationalelf der Frauen trafen bisher achtmal zusammen, mit zwei portugiesischen und drei ukrainischen Siegen, dreimal trennte man sich unentschieden. Erstmals spielten sie am 10. Mai 2003 in Kiew gegeneinander, das Qualifikationsspiel zur EM-2005 endete 1:0 für die Portugiesinnen, das Rückspiel am 3. April 2004 im portugiesischen Setúbal gewannen die Ukrainerinnen.
Am Algarve-Cup haben die Ukrainerinnen bisher nicht teilgenommen (Stand März 2022).

### Handball
Bei der Handball-Europameisterschaft der Männer 2002 besiegte die Portugiesische Männer-Handballnationalmannschaft die Ukrainische Männer-Handballnationalmannschaft in der Hauptrunde mit 28:23. Bei den einzigen in Portugal ausgetragenen Handball-Großereignissen, der Handball-Europameisterschaft der Männer 1994 und der Handball-Weltmeisterschaft der Männer 2003, trafen die Mannschaften nicht aufeinander bzw. war die Ukraine nicht qualifiziert.
Der ukrainische Handballspieler Viktor Tchikoulaev absolvierte ab 1989 einen Großteil seiner Karriere in Portugal. Er wurde portugiesischer Staatsbürger, spielte für die portugiesische Nationalmannschaft und trainierte später verschiedene portugiesische Mannschaften.
Der ukrainische Handballnationalspieler Jurij Kostezkyj ist seit 1998 für verschiedene portugiesische Vereine als Spieler und Trainer aktiv. Mittlerweile besitzt er auch die portugiesische Staatsbürgerschaft.
Der Ukrainer Oleksandr Donner führte mehrere portugiesische Vereine zur Meisterschaft und war von 1995 bis 1999 Nationaltrainer des Männerteams. 2013 starb er in Funchal, auf der portugiesischen Insel Madeira.

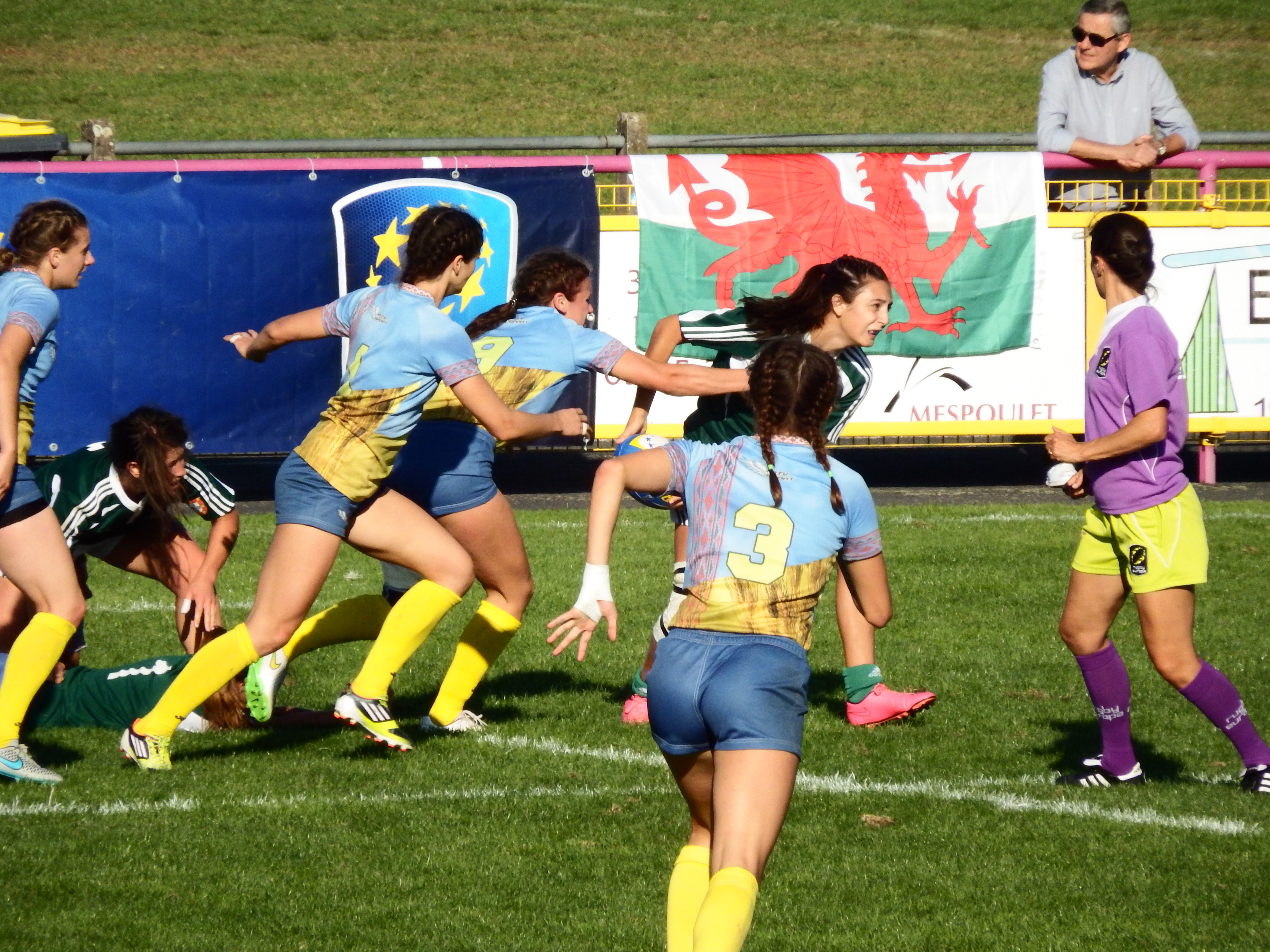
Die portugiesische und die ukrainische Rugby-Damenauswahl bei den Sevens 2016 im französischen Malemort.

### Tennis
Das Estoril Open 1993 gewann der ukrainische Tennisspieler Andrij Medwedjew. Ein Jahr später kam er erneut bis ins Finale dieses wichtigsten portugiesischen Turniers, dem ATP Estoril, und schloss diesmal als Zweiter ab.
Die portugiesische Tennisspielerin Angelina Voloshchuk wurde 2007 in Portugal als Tochter ukrainischer Einwanderer geboren.

### Andere
Bei den Kanu-Weltmeisterschaften 2018 im portugiesischen Montemor-o-Velho schloss die Ukraine als 17. ab, der Gastgeber wurde Siebter. In der Ukraine fand bislang noch keine Kanu-WM statt.
Die Portugiesische und die Ukrainische Rugby-Union-Nationalmannschaft trafen bereits häufiger aufeinander. So bestritten sie bisher fünf Test Matches gegeneinander, mit vier portugiesischen und einem ukrainischen Sieg (Stand April 2022). Auch die portugiesischen und die ukrainischen Rugby-Damen trafen schon aufeinander, insbesondere im Siebener-Rugby.
Die portugiesische olympische Schwimmerin Tamil Holub wurde 1999 im ukrainischen Tscherkassy geboren und kam mit ihren Eltern im Alter von drei Jahren nach Portugal. Sie startet für den portugiesischen Klub Sporting Braga und gehört zu den hoffnungsvollsten portugiesischen Schwimmathleten.